# شهرستان رژوسکی
شهرستان رژوسکی (به لاتین: Rzhevsky District) یک شهرستان در روسیه است.